# Afareo (figlio di Caletore)
Afareo (in greco Ἂφαρεύς, -έως, in latino Ăphăreus, -i) è un personaggio della mitologia greca, figlio di Caletore. Partecipò alla guerra di Troia ed è menzionato come guerriero acheo nell'Iliade di Omero.

## Il mito
Di possibili origini cretensi, Afareo è citato una sola volta nell'Iliade col patronimico di "Caletoride". Omero lo affianca sempre ai compagni Deipiro e Merione, con i quali svolge a più riprese il ruolo di sentinella o di combattente. Nel libro IX, insieme a Trasimede, Ascalafo, Ialmeno, Merione, Deipiro e Licomede, riceve da Nestore l'incarico di comandare le sentinelle lungo l'accampamento greco.
Il giorno successivo, Afareo giunge insieme ad un drappello di uomini valorosi in soccorso al re Idomeneo, minacciato da Enea, e col suo scudo si prepara a difendere il suo signore. Nella confusa battaglia che segue, Afareo, che pavidamente si era gettato su Enea sperando di colpirlo, viene da lui trafitto alla gola con un abile colpo di lancia che gli taglia di netto il capo. Il suo corpo, barbaramente ferito, non venne però privato dello scudo e dell'elmo piumato.

### Fonti
- Omero, Iliade, libro IX, verso; libro XIII, versi 541-545.

### Moderna
- Omero, Iliade, seconda edizione, Torino, Einaudi, 1990, ISBN 978-88-06-17694-5. Traduzione di Rosa Calzecchi Onesti
- Vincenzo Monti, Iliade di Omero, nona edizione, Aroldo Mondadori, 2007, ISBN 978-88-04-53902-5. Traduzione di Manara Valgimigli e Carlo Muscetta